# Bergströmska gården

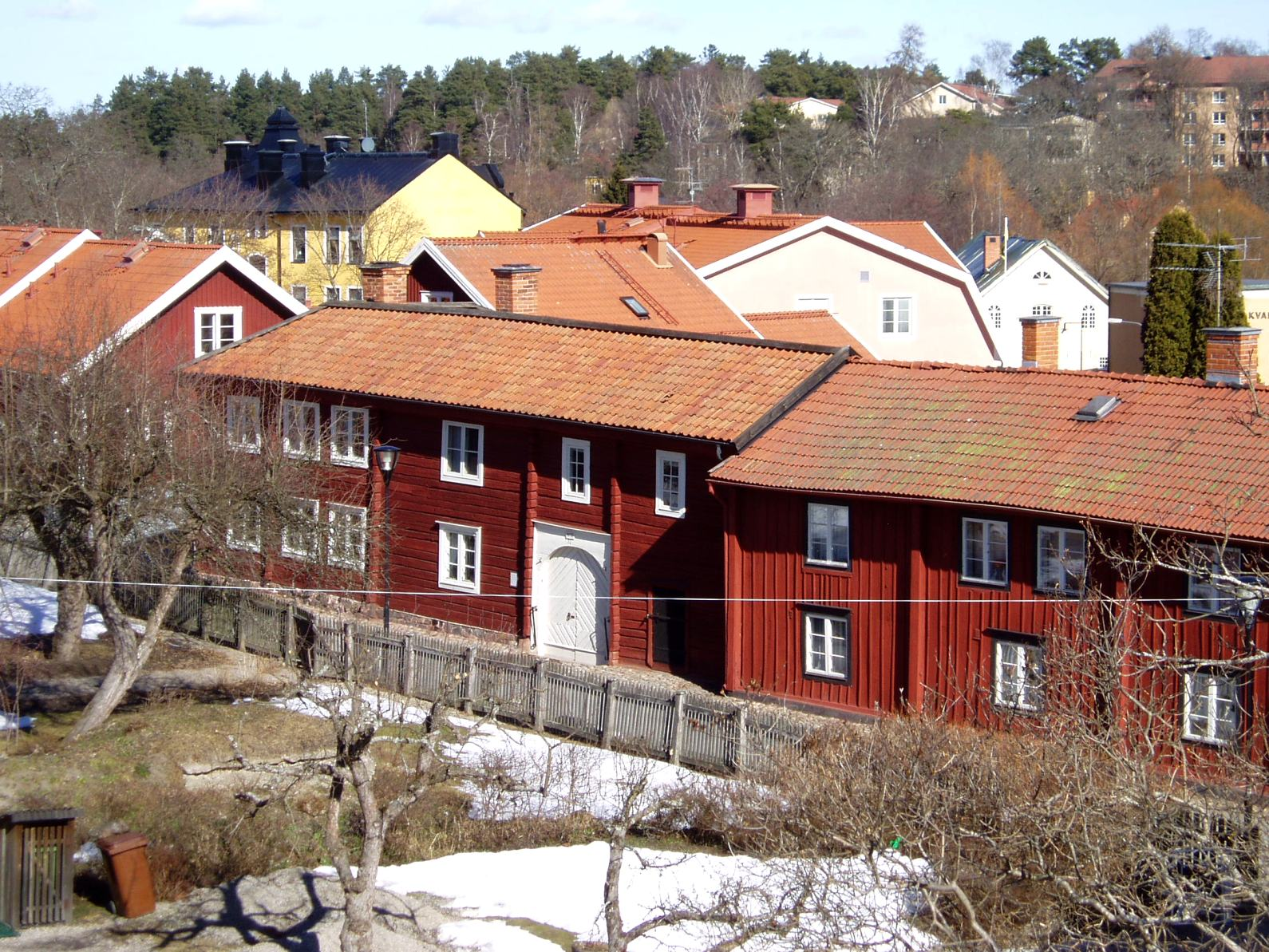
Bergströmska gården

Bergströmska gården ligger nära Torshälla kyrka i Torshälla, Eskilstuna kommun.
Bergströmska gården är en borgargård från 1700-talet. Den klarade sig, som genom ett under, att brännas ner i den katastrofala branden som 1798 utplånade nästan hela staden.
Gården har sitt namn efter den siste ägaren bankiren Johan Petter Bergström och är nu uppmöblerad i gammal stil. Idag sköts gård och samlingar av Torshälla hembygdsförening S:t Olofs Gille i samarbete med Torshälla Stads förvaltning.